# Yuna Itō

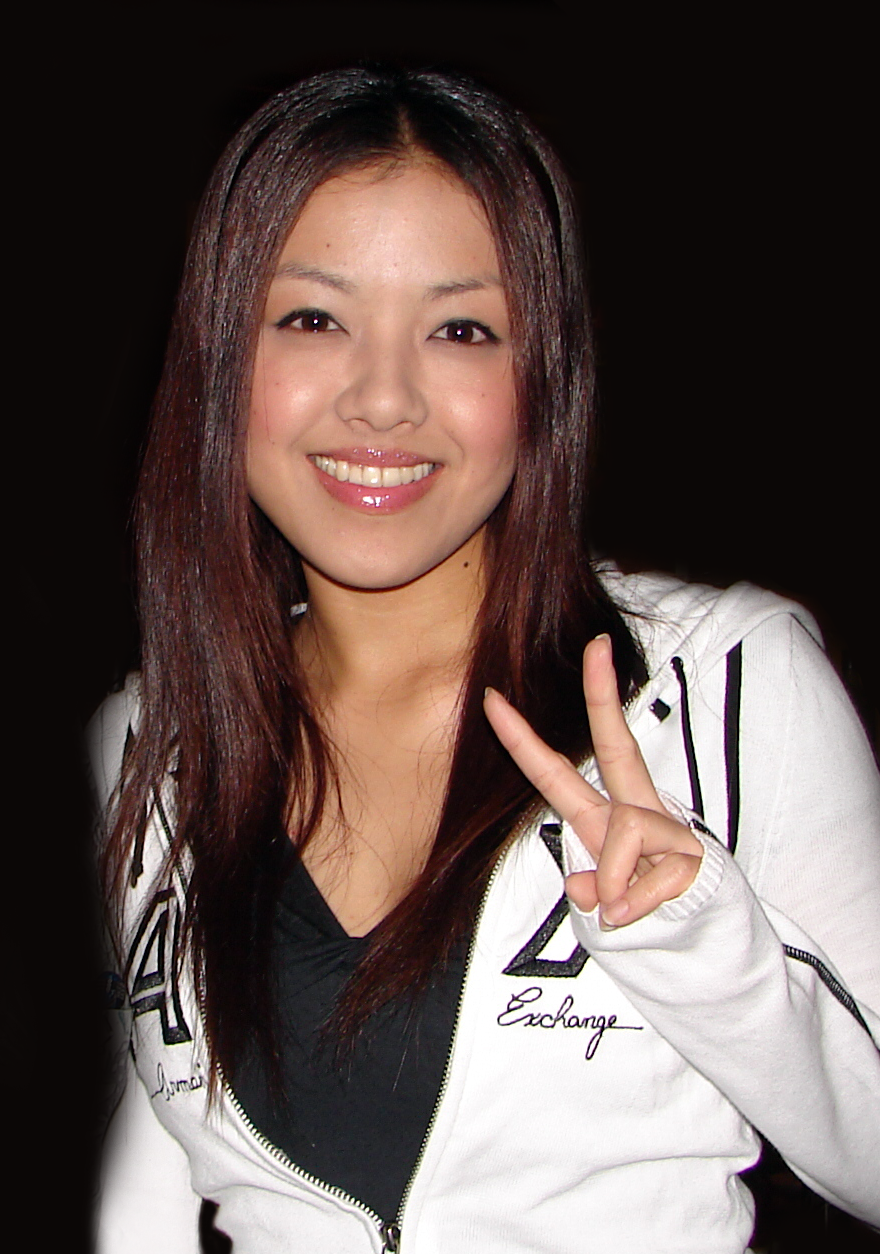
Yuna Ito (2006)

Yuna Itō (jap. 伊藤 由奈 Itō Yuna; * 20. September 1983 in Los Angeles) ist eine in Japan erfolgreiche US-amerikanische Popsängerin und Schauspielerin.

## Leben
Yuna Ito wurde als Tochter eines japanischen Vaters und einer koreanischen Mutter in Los Angeles geboren. Aufgewachsen ist sie jedoch auf Hawaii in Oʻahu, wo sie bis zu ihrem Schulabschluss 2001 lebte. Erst danach reiste sie erstmals nach Japan.
Ihren Durchbruch hatte Ito 2005 in Japan. Sie spielte im Film Nana zur gleichnamigen Mangaserie die Rolle der Reira Serizawa, der Sängerin einer Rockband. Dort sang sie das Lied Endless Story, das unter „Reira Starring Yuna Ito“ als Single veröffentlicht wurde. Die Platte verkaufte sich in Japan über 450.000 Mal (Doppel-Platin) und erreichte Platz 2 der Oricon-Charts. Es wurde von 20.000 Oricon-Style-Lesern zum besten Liebeslied 2005 gewählt.
Nach dem Erfolg moderierte sie ein halbes Jahr lang eine eigene Radioshow mit dem Namen Journey beim Tokyoter Lokalsender InterFM, bevor ihre zweite Single Faith / Pureyes veröffentlicht wurde. Faith wurde im Abspann des japanischen TV-Dramas Unfair verwendet und Pureyes wurde in einer Fernsehwerbung für „Bioclen Zero“ eingesetzt. Die Single erreichte Platz 6. Die folgende Veröffentlichung, Precious, war Titelsong des Films Limit of Love: Umizaru. Die Single verkaufte sich über 200.000 Mal (Platin) und kam auf Platz 3.
Die nächsten beiden Singleveröffentlichungen im Sommer und im Herbst 2006 standen unter Motto Hot bzw. Cold. Die "Hot"-Single enthielt den Titel Stuck on You sowie eine Coverversion von These Boots Are Made for Walkin’, die in einer Daihatsu-Werbung verwendet wurde. Der Song Losin’ von der zweiten Single lief in Japan im Abspann der zweiten Staffel von Lost. Beide Singles waren auf 70.000 Exemplare limitiert und die Käufer beider Singles bekamen außerdem eine Einladung für Itos erste Tour. Trotzdem erreichten die Singles nur Platz 19 und 20 der Singlecharts und verkauften jeweils weniger als 16.000 Stück.
Noch im selben Jahr spielte Ito in der Filmfortsetzung Nana 2 erneut die Sängerin Reira Serizawa. Diesmal erschien die Filmsingle Truth bereits drei Tage vor der Premiere des Films und wurde zur vierten Top-10-Single. Anfang 2007 erschien das Debütalbum Heart beim neugegründeten Label Studioseven Recordings mit allen bisherigen Singles. Es kam auf Platz 1 der Albumcharts und wurde mit Doppel-Platin ausgezeichnet.
Im Laufe des Jahres 2007 brachte Ito drei Singles auf den Markt, die an die vorhergehenden Erfolge anknüpfen konnten und zwischen Platz 5 und Platz 15 landeten. I'm Here wurde im März des Jahres veröffentlicht, im Juni folgte Mahaloha mit dem Sänger Micro der japanischen Indie-Band Def Tech. Urban Mermaid wurde im Oktober herausgebracht. Vor der Veröffentlichung ihres zweiten Albums nahm Ito zusammen mit Céline Dion das Lied A World to Believe In auf, das ursprünglich ein Solosong von Dion gewesen war. Es wurde sowohl in Dions Album Taking Chances, als auch in Itos Album Wish aufgenommen und auch als Single veröffentlicht. Die Single erreichte Platz 8, das Album Wish Platz 3 der japanischen Charts.
Ende 2008 folgten zwei weitere Singles, die allerdings wenig erfolgreich waren. Erst im März 2009 folgte mit Trust You ihr achter Top-10-Hit, der als Musik zur zweiten Staffel von Kidō Senshi Gundam 00 bekannt wurde.

## Diskografie

### Alben
| Jahr | Titel                        | Höchstplatzierung, Gesamtwochen, AuszeichnungChartsChartplatzierungen (Jahr, Titel, Platzierungen, Wochen, Auszeichnungen, Anmerkungen) | Anmerkungen                                                   |
| Jahr | Titel                        | JP | Anmerkungen                                                   |
| ---- | ---------------------------- | --- | ------------------------------------------------------------- |
| 2007 | Heart                        | JP1 ×2Doppelplatin · (50 Wo.)JP | Erstveröffentlichung: 24. Januar 2007 Verkäufe JP: + 529.571  |
| 2008 | Wish                         | JP3 Gold · (19 Wo.)JP | Erstveröffentlichung: 20. Februar 2008 Verkäufe JP: + 103.405 |
| 2009 | Dream                        | JP7 (8 Wo.)JP | Erstveröffentlichung: 27. Mai 2009 Verkäufe JP: + 35.738      |
| 2010 | Love: Singles Best 2005-2010 | JP8 (11 Wo.)JP | Erstveröffentlichung: 8. Dezember 2010 Verkäufe JP: + 50.161  |

### Singles
| Jahr | Titel Album                                                                                | Höchstplatzierung, Gesamtwochen, AuszeichnungChartsChartplatzierungen (Jahr, Titel, Album, Platzierungen, Wochen, Auszeichnungen, Anmerkungen) | Anmerkungen |
| Jahr | Titel Album                                                                                | JP | Anmerkungen |
| ---- | ------------------------------------------------------------------------------------------ | --- | --- |
| 2005 | Endless Story Heart                                                                        | JP2 ×2×3Doppelplatin + Dreifachplatin (Digital) · (53 Wo.)JP                                                                                   | Erstveröffentlichung: 7. September 2005 · als Reira Starring Yuna Ito · Verkäufe JP: + 472.381 · + JP: Diamant (Klingelton) |
| 2006 | Faith / Pureyes Heart                                                                      | JP6 Gold + Gold (Mobile Downloads) · (15 Wo.)JP                                                                                                | Erstveröffentlichung: 1. März 2006 Verkäufe JP: + 56.359                                                                    |
| 2006 | Precious Heart                                                                             | JP3 ×3Platin + Dreifachplatin (Digital) · (31 Wo.)JP                                                                                           | Erstveröffentlichung: 3. Mai 2006 · Verkäufe JP: + 218.183 · + JP: Diamant (Klingelton)                                     |
| 2006 | Stuck on You –                                                                             | JP20 (5 Wo.)JP | Erstveröffentlichung: 9. August 2006 Verkäufe JP: + 15.980                                                                  |
| 2006 | Losin’ Heart                                                                               | JP19 (4 Wo.)JP | Erstveröffentlichung: 6. September 2006 Verkäufe JP: + 10.484                                                               |
| 2006 | Truth Heart                                                                                | JP10 Gold · (10 Wo.)JP | Erstveröffentlichung: 6. Dezember 2006 als Reira Starring Yuna Ito Verkäufe JP: + 46.780                                    |
| 2007 | I’m Here Wish                                                                              | JP15 Gold (Mobile Downloads) · (9 Wo.)JP | Erstveröffentlichung: 14. März 2007 Verkäufe JP: + 36.634                                                                   |
| 2007 | Mahaloha Wish                                                                              | JP5 Gold (Mobile Downloads) · (8 Wo.)JP | Erstveröffentlichung: 27. Juni 2007 Verkäufe JP: + 43.233                                                                   |
| 2007 | Urban Mermaid Wish                                                                         | JP10 (8 Wo.)JP | Erstveröffentlichung: 24. Oktober 2007 Verkäufe JP: + 23.833                                                                |
| 2008 | Anata ga Iru Kagiri: A World to Believe in (あなたがいる限り ~A World to Believe in~) Wish | JP8 (8 Wo.)JP | Erstveröffentlichung: 16. Januar 2008 Verkäufe JP: + 24.105; mit Céline Dion                                                |
| 2008 | Miss You Dream                                                                             | JP20 (5 Wo.)JP | Erstveröffentlichung: 3. September 2008 Verkäufe JP: + 8.879                                                                |
| 2008 | Koi wa Groovyx2 (恋はgroovy×2) Dream                                                       | JP44 (4 Wo.)JP | Erstveröffentlichung: 26. November 2008 Verkäufe JP: + 5.080                                                                |
| 2009 | Trust You Dream                                                                            | JP5 Gold (Mobile Downloads) · (9 Wo.)JP | Erstveröffentlichung: 4. März 2009 Verkäufe JP: + 45.682                                                                    |
| 2009 | Let It Go Love                                                                             | JP36 (3 Wo.)JP | Erstveröffentlichung: 11. November 2009 Verkäufe JP: + 4.001                                                                |
| 2010 | Mamotte Agetai (守ってあげたい) Love                                                       | JP41 (3 Wo.)JP | Erstveröffentlichung: 3. November 2010 Verkäufe JP: + 3.147                                                                 |

Weitere Lieder
- 2009: Ima Demo Zutto (今でもずっと, Still Even Now) (Spontania feat. Yuna Ito, JP: Gold (Mobile Downloads))

## Auszeichnungen
- Best New Artist (Best Hit Kayousai 2005, 21. November 2005)
- Best New Artist (Japan Kabel Awards 2005, 17. Dezember 2005)
- Special Award für Nana (47. Japan Album Awards, 31. Dezember 2005)
- Best New Artist (Japan Gold Disc Awards 2006, 9. März 2006)
- Gold Artist Award (Best Hit Kayousai 2006, 20. November 2006)